# Zentralgefängnis von Orjol

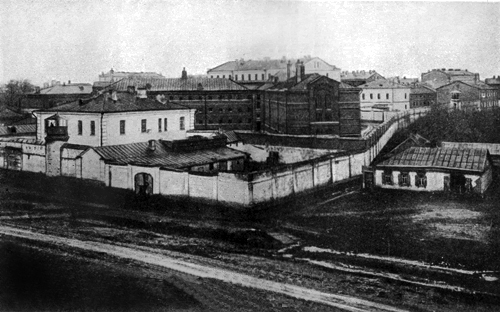
Das Zentralgefängnis von Orjol (um 1920)

Das Zentralgefängnis von Orjol ist ein Gefängnis in der zentralrussischen Stadt Orjol.

## Geschichte
Es wurde im Jahr 1840 erbaut, zählt zu den ältesten Gebäuden der Stadt und war eines der größten Gefängnisse im zaristischen Russland.
In der Sowjetunion diente das Gefängnis der Geheimpolizei NKWD als Isolationsgefängnis für mindestens 5.000 politische Gefangene. Im Zweiten Weltkrieg ermordeten auf Josef Stalins Befehl vor dem Rückzug der Roten Armee Sondereinheiten des NKWD am 11. September 1941 im Medwedewer Wald bei Orjol 157 Gefangene, darunter Olga Kamenewa, Marija Spiridonowa und Erich Birkenhauer. sowie August Creutzburg.
Eine Woche später wurde die Stadt von der deutschen Wehrmacht besetzt. Von Oktober 1941 bis Juni 1943 diente das Gefängnis als Konzentrationslager.
Nach der Rückeroberung durch die Rote Armee wurde das Gefängnis nach Kriegsende als Kriegsgefangenenlager genutzt. Die Bedingungen für die Gefangenen waren weiter unmenschlich. So wurde z. B. der dort internierte General der Panzertruppe Dietrich von Saucken aufgrund seiner Unnachgiebigkeit von Untersuchungsbeamten des sowjetischen Ministeriums für Staatssicherheit so schwer misshandelt, dass er später auf einen Rollstuhl angewiesen war.

## Bekannte Gefangene
- A.A. Litkens (1908–09)
- Grigori Iwanowitsch Kotowski (1910)
- B.P. Schadanowski (1912–14)
- Gawriil Iljitsch Mjasnikow (1914–1917)
- Felix Dserschinski (1915–16)
- G.I. Matiaschwili (1915–16)
- Olha Taratuta (1921)
- Christian Georgijewitsch Rakowski (1941)
- Michael Kitzelmann (während der deutschen Besatzung)
- Dietrich von Saucken (als sowjetischer Kriegsgefangener)
- Warwara Nikolajewna Jakowlewa
- Fritz Noether
- Jan Kwapiński